# Lyons (Colorado)
Lyons é uma cidade  localizada no estado americano de Colorado, no Condado de Boulder.

## Demografia
Segundo o censo americano de 2000, a sua população era de 1585 habitantes.
Em 2006, foi estimada uma população de 1756, um aumento de 171 (10.8%).

## Geografia
De acordo com o United States Census Bureau tem uma área de
3,2 km², dos quais 3,2 km² cobertos por terra e 0,0 km² cobertos por água. Lyons localiza-se a aproximadamente 1637 m acima do nível do mar.

## Localidades na vizinhança
O diagrama seguinte representa as localidades num raio de 24 km ao redor de Lyons.